# فاغرة فلفلية
فاغرة فلفلية (الاسم العلمي:Zanthoxylum bungeanum) هي نوع من النباتات يتبع جنس الفاغرة من الفصيلة السذابية[إخفاق التحقق] .

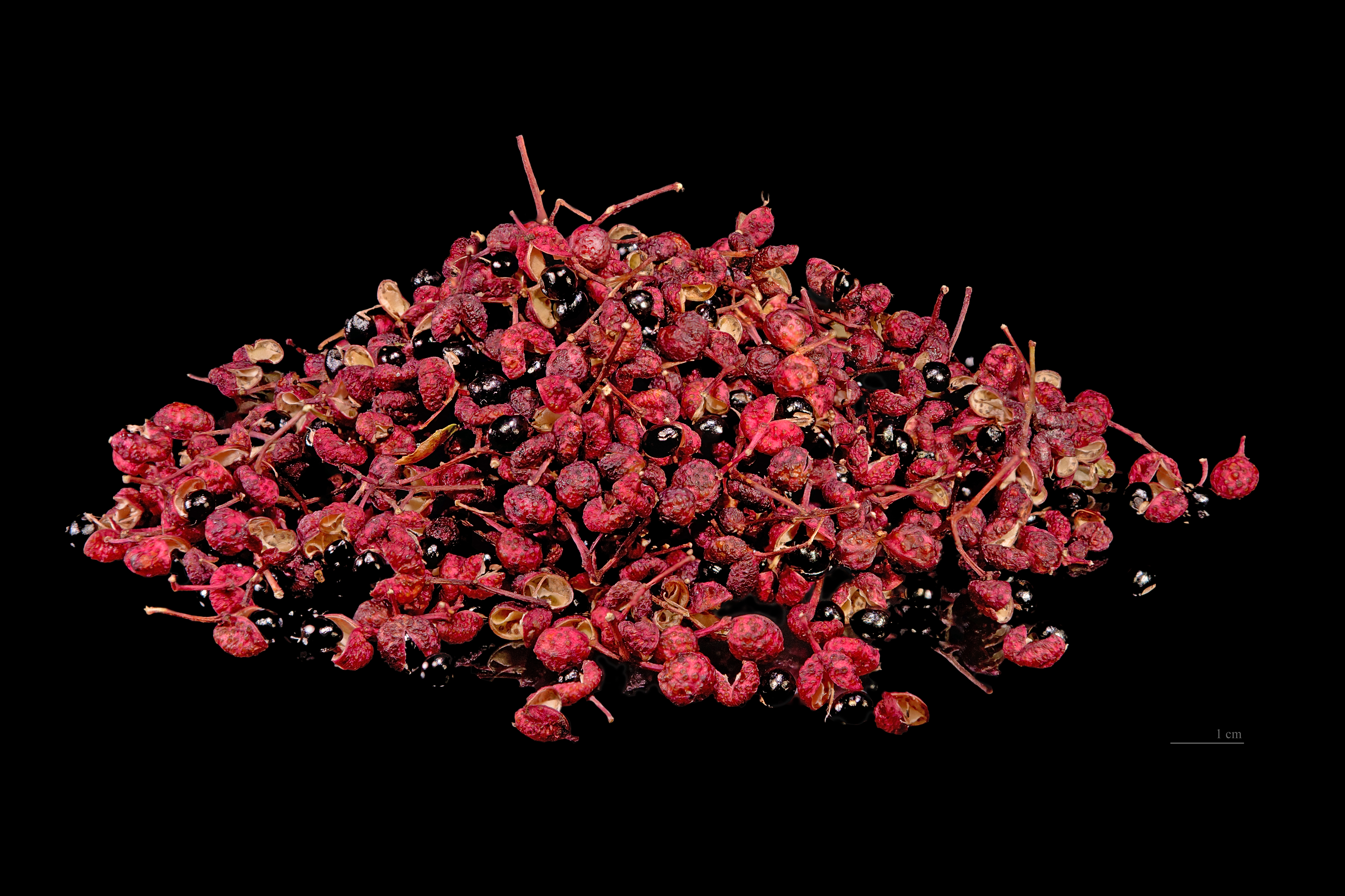
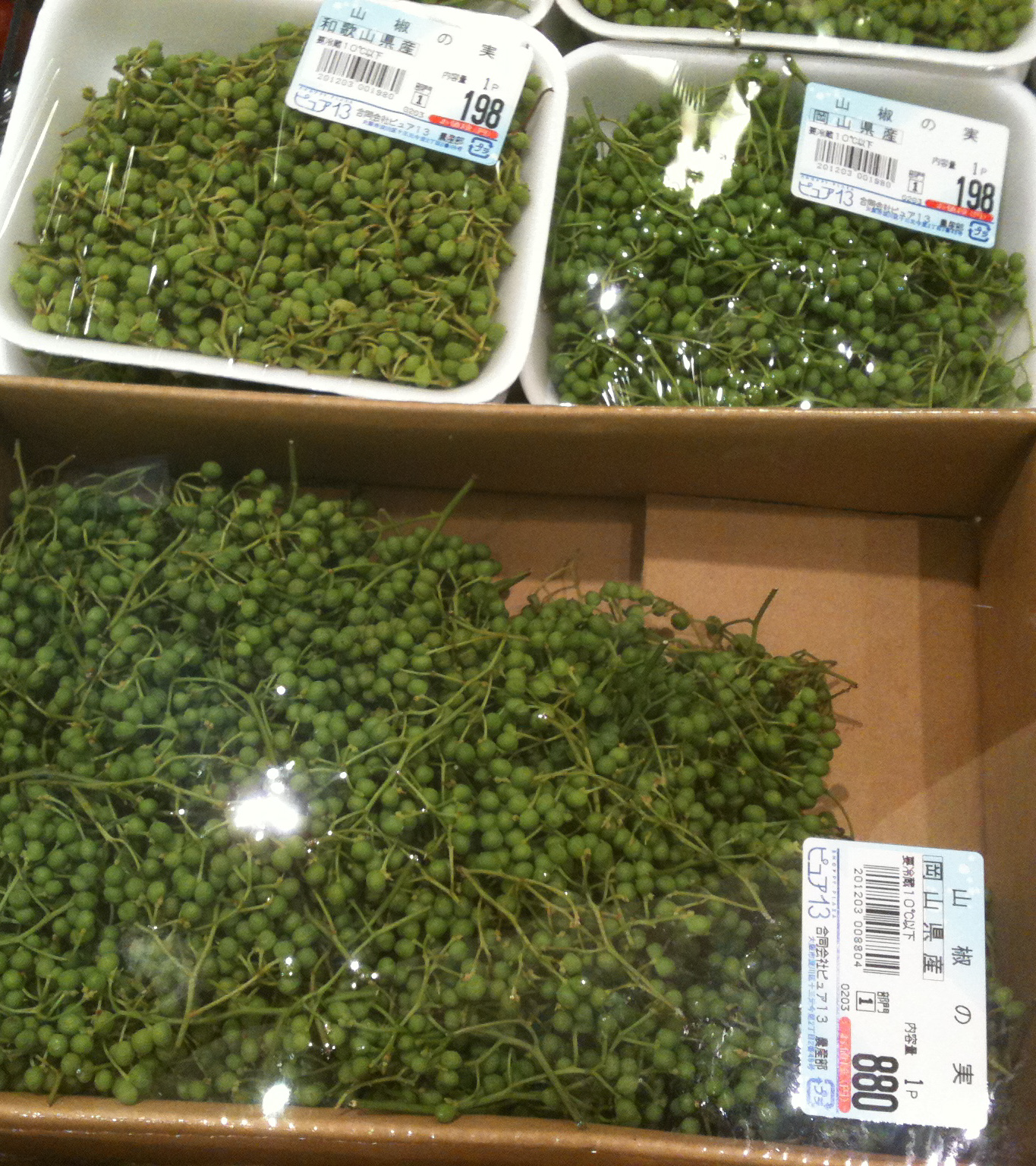

## اسم مرادف
- Zanthoxylum piperitum Benn.